# Sutrúquides
Els Sutrúquides (que van regnar entre els anys 1200 aC - 1100 aC aproximadament) van ser una dinastia que va governar Elam, i va portar al país a la cimera del seu poder. El país era ric i sota Sutruk-Nakhunte i els seus tres fills i successors Kutir-Nakhunte II, Silhak-Inshushinak i Hutelutush-Inshushinak es van fer expedicions contra els cassites de Mesopotàmia i es van construir o restaurar a Susa i altres llocs, grans i luxosos temples.
Sutruk-Nakhunte, fill d'Hallutush-Inshushinak, va dirigir les primeres expedicions a Mesopotàmia. Per les inscripcions se sap que va saquejar Akkad, Babilònia i Eshunna, de la darrera de les quals es va emportar les estàtues de Manishtushu. Aquest rei va portar a Susa el codi d'Hammurabi i l'Estela de Naram-Sin. El 1158 aC va matar el rei cassita Zababaixumaiddina i va col·locar al tron de Babilònia al seu propi fill gran Kutir-Nakhunte. A la mort del pare, Kutir-Nakhunte el va succeir i va posar fi a la dinastia cassita deposant a Enlilnadinakhi (1157-1155 aC). Va regnar poc temps i el va succeir el seu germà Silhak-Inshushinak, que va deixar nombroses inscripcions esmentant les seves campanyes a Mesopotàmia i recordant els temples construïts o restaurats. Una sola de les esteles trobades recorda una vintena de temples.
El darrer rei de la dinastia Hutelutush-Inshushinak, es va anomenar algunes vegades "fill de Kutir-Nakhunte i de Silhak-Inshushinak" i de vegades "fill de Sutruk-Nakhunte" o "fill de Kutir-Nakhunte" o "fill de Silhak-Inshushinak", però probablement era fill de Sutruk-Nahhunte amb la seva pròpia filla Nakhunteutu (l'incest sembla esser molt freqüent a la família reial). Va haver d'abandonar Susa, ocupada temporalment per Nabucodonosor I (que regna entre el 1125 aC i el 1104 aC aproximadament) i es va refugiar a Anshan, on va construir o restaurar un temple, i va poder tornar a Susa més tard, on el seu germà Silhinahamru-Lagamar sembla que havia agafat el poder. Després Elam va entrar en decadència.

## Llista de reis
- Khallutush-Inshushinak (vers 1205 - 1185 aC)
- Sutruk-Nakhunte (vers 1185 - 1155 aC)
- Kutir-Nakhunte III (vers 1155 - 1150 aC)
- Shilkhak-Inshushinak (vers 1150 - 1120 aC)
- Khutelutush-Inshushinak (vers 1120 - 1110 aC)
- Shilhanahamru-Lagamar (vers 1110 - ? aC)